# Cormoran de Vieillot
Microcarbo niger
Pour les articles homonymes, voir Vieillot.
Espèce
Synonymes
- Phalacrocorax niger

Statut de conservation UICN

 LC  : Préoccupation mineure
Le Cormoran de Vieillot est une espèce d'oiseaux d'eau présente de l'Afghanistan à la Chine et au sud jusqu'en Inde et au Laos. Son nom en français commémore son descripteur, l'ornithologue français Louis Jean Pierre Vieillot (1748-1831).

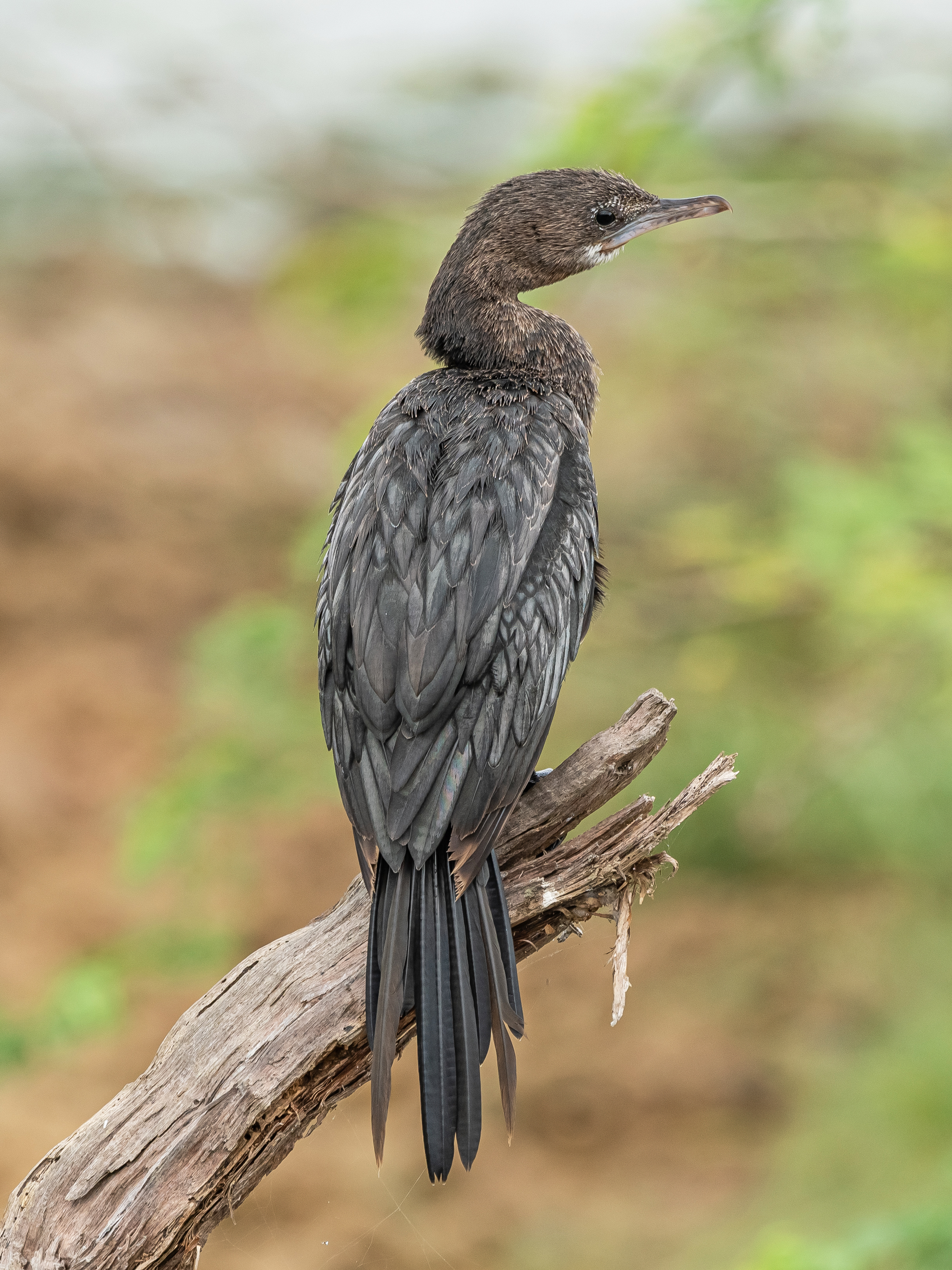
Un cormoran de Vieillot dans le parc national du Bundala au Sri Lanka. Janvier 2020.